# Copa Libertadores da América de 2003
A Copa Libertadores da América de 2003 foi a 44.ª edição da competição de futebol realizada todos os anos pela Confederação Sul-Americana de Futebol (CONMEBOL). Equipes de dez associações sul-americanas mais o México participaram do torneio.
Numa reedição da final de 1963, o Boca Juniors conquistou o seu quinto título da competição ao superar o Santos, após vitória em ambas as partidas (2 a 0 em Buenos Aires e 3 a 1 em São Paulo).
Com o título, o clube pôde disputar a Copa Intercontinental de 2003, contra o Milan, da Itália, campeão da Liga dos Campeões da UEFA de 2002-03, além de ter participado da Recopa Sul-Americana de 2004, contra o campeão da Sul-Americana de 2003.

## Equipes classificadas
| País                                 | Equipe                 | Classificação                                     |
| ------------------------------------ | ---------------------- | ------------------------------------------------- |
| Argentina · (4 vagas)                | Racing                 | Campeão do Torneio Apertura 2001                  |
| Argentina · (4 vagas)                | River Plate            | Campeão do Torneio Clausura 2002                  |
| Argentina · (4 vagas)                | Boca Juniors           | 3ª melhor pontuação na tabela agregada de 2002    |
| Argentina · (4 vagas)                | Gimnasia y Esgrima     | 4ª melhor pontuação na tabela agregada de 2002    |
| Bolívia · (3 vagas)                  | Bolívar                | Campeão do Campeonato Boliviano 2002              |
| Bolívia · (3 vagas)                  | Oriente Petrolero      | Vice-campeão do Campeonato Boliviano 2002         |
| Bolívia · (3 vagas)                  | The Strongest          | 3º lugar no Campeonato Boliviano 2002             |
| Brasil · (4 vagas)                   | Santos                 | Campeão do Campeonato Brasileiro Série A 2002     |
| Brasil · (4 vagas)                   | Corinthians            | Campeão da Copa do Brasil 2002                    |
| Brasil · (4 vagas)                   | Paysandu               | Campeão da Copa dos Campeões 2002                 |
| Brasil · (4 vagas)                   | Grêmio                 | 3º colocado no Campeonato Brasileiro Série A 2002 |
| Chile · (3 vagas)                    | Universidad Católica   | Campeã do Torneio Apertura 2002                   |
| Chile · (3 vagas)                    | Colo-Colo              | Campeão do Torneio Clausura 2002                  |
| Chile · (3 vagas)                    | Cobreloa               | 3º colocado na tabela agregada de 2002            |
| Colômbia · (3 vagas)                 | América de Cali        | Campeão do Campeonato Apertura 2002               |
| Colômbia · (3 vagas)                 | Independiente Medellín | Campeão do Torneio Clausura 2002                  |
| Colômbia · (3 vagas)                 | Deportivo Cali         | 3º colocado no Campeonato Colombiano 2002         |
| Equador · (3 vagas)                  | Emelec                 | Campeão do Campeonato Equatoriano 2002            |
| Equador · (3 vagas)                  | Barcelona de Guayaquil | Vice-campeão do Campeonato Equatoriano 2002       |
| Equador · (3 vagas)                  | El Nacional            | 3º colocado no Campeonato Equatoriano 2002        |
| Paraguai · (3 vagas + atual campeão) | Olimpia                | Campeão da Libertadores 2002                      |
| Paraguai · (3 vagas + atual campeão) | Libertad               | Campeão do Campeonato Paraguaio 2002              |
| Paraguai · (3 vagas + atual campeão) | 12 de Octubre          | Vice-campeão do Campeonato Paraguaio 2002         |
| Paraguai · (3 vagas + atual campeão) | Cerro Porteño          | Campeão da Pré-Libertadores 2002                  |
| Peru · (3 vagas)                     | Sporting Cristal       | Campeão do Campeonato Descentralizado 2002        |
| Peru · (3 vagas)                     | Universitario          | Vice-campeão do Campeonato Descentralizado 2002   |
| Peru · (3 vagas)                     | Alianza Lima           | 3º colocado no Campeonato Descentralizado 2002    |
| Uruguai · (3 vagas)                  | Nacional               | Campeão do Campeonato Uruguaio 2002               |
| Uruguai · (3 vagas)                  | Peñarol                | Melhor pontuação na tabela agregada de 2002       |
| Uruguai · (3 vagas)                  | Fénix                  | Campeão da Miniliga Pré-Libertadores 2002         |
| Venezuela · (2 vagas)                | Nacional Táchira       | Campeão do Campeonato Venezuelano 2002            |
| Venezuela · (2 vagas)                | Estudiantes de Mérida  | Vice-campeão do Campeonato Venezuelano 2002       |
| México · (2 vagas)                   | Cruz Azul              | Convidado                                         |
| México · (2 vagas)                   | Pumas                  | Convidado                                         |

## Primeira fase
| Equipe                | Pts | J | V | E | D | GP | GC | SG  |
| --------------------- | --- | - | - | - | - | -- | -- | --- |
| Pumas UNAM            | 13  | 6 | 4 | 1 | 1 | 12 | 4  | +8  |
| Cruz Azul             | 11  | 6 | 3 | 2 | 1 | 11 | 7  | +4  |
| Estudiantes de Mérida | 7   | 6 | 2 | 1 | 3 | 7  | 9  | -2  |
| Nacional Táchira      | 3   | 6 | 1 | 0 | 5 | 6  | 16 | -10 |

|                       | PUM | CAZ | EST | NAT |
| --------------------- | --- | --- | --- | --- |
| Pumas UNAM            | –   | 1–1 | 3–1 | 4–0 |
| Cruz Azul             | 0–2 | –   | 2–1 | 4–0 |
| Estudiantes de Mérida | 1–0 | 1–1 | –   | 1–0 |
| Nacional Táchira      | 1–2 | 2–3 | 3–2 | –   |

## Fase de grupos
A fase de grupos foi disputada entre 4 de fevereiro e 17 de abril. As duas melhores equipes de cada grupo se classificaram para a fase final.

### Grupo 1
| Equipe         | Pts | J | V | E | D | GP | GC | SG |
| -------------- | --- | - | - | - | - | -- | -- | -- |
| Deportivo Cali | 12  | 6 | 4 | 0 | 2 | 9  | 3  | +6 |
| River Plate    | 12  | 6 | 4 | 0 | 2 | 10 | 7  | +3 |
| Libertad       | 7   | 6 | 2 | 1 | 3 | 9  | 9  | 0  |
| Emelec         | 4   | 6 | 1 | 1 | 4 | 6  | 15 | -9 |

|                | DCA | RIV | LIB | EME |
| -------------- | --- | --- | --- | --- |
| Deportivo Cali | –   | 2–0 | 1–0 | 1–0 |
| River Plate    | 2–1 | –   | 3–1 | 2–0 |
| Libertad       | 1–0 | 0–2 | –   | 2–2 |
| Emelec         | 0–4 | 3–1 | 1–5 | –   |

### Grupo 2
| Equipe               | Pts | J | V | E | D | GP | GC | SG |
| -------------------- | --- | - | - | - | - | -- | -- | -- |
| Paysandu             | 14  | 6 | 4 | 2 | 0 | 14 | 5  | +9 |
| Cerro Porteño        | 8   | 6 | 2 | 2 | 2 | 8  | 11 | -3 |
| Sporting Cristal     | 7   | 6 | 2 | 1 | 3 | 6  | 7  | -1 |
| Universidad Católica | 4   | 6 | 1 | 1 | 4 | 7  | 12 | -5 |

|                      | PAY | CPO | SCR | UCA |
| -------------------- | --- | --- | --- | --- |
| Paysandu             | –   | 0–0 | 2–1 | 3–1 |
| Cerro Porteño        | 2–6 | –   | 1–0 | 3–2 |
| Sporting Cristal     | 0–2 | 1–1 | –   | 3–1 |
| Universidad Católica | 1–1 | 2–1 | 0–1 | –   |

### Grupo 3
| Equipe          | Pts | J | V | E | D | GP | GC | SG  |
| --------------- | --- | - | - | - | - | -- | -- | --- |
| Santos          | 14  | 6 | 4 | 2 | 0 | 16 | 4  | +12 |
| América de Cali | 10  | 6 | 3 | 1 | 2 | 11 | 11 | 0   |
| El Nacional     | 6   | 6 | 1 | 3 | 2 | 4  | 6  | -2  |
| 12 de Octubre   | 3   | 6 | 1 | 0 | 5 | 7  | 17 | -10 |

|                 | SAN | AMC | ELN | OCT |
| --------------- | --- | --- | --- | --- |
| Santos          | –   | 3–0 | 1–1 | 3–1 |
| América de Cali | 1–5 | –   | 1–0 | 4–1 |
| El Nacional     | 0–0 | 1–1 | –   | 1–0 |
| 12 de Octubre   | 1–4 | 1–4 | 3–1 | –   |

### Grupo 4
| Equipe             | Pts | J | V | E | D | GP | GC | SG |
| ------------------ | --- | - | - | - | - | -- | -- | -- |
| Cobreloa           | 9   | 6 | 2 | 3 | 1 | 9  | 5  | +4 |
| Olimpia            | 9   | 6 | 2 | 3 | 1 | 9  | 6  | +3 |
| Gimnasia y Esgrima | 7   | 6 | 1 | 4 | 1 | 8  | 7  | +1 |
| Alianza Lima       | 5   | 6 | 1 | 2 | 3 | 6  | 14 | -8 |

|                    | COB | OLI | GIM | ALI |
| ------------------ | --- | --- | --- | --- |
| Cobreloa           | –   | 2–3 | 0–0 | 4–0 |
| Olimpia            | 0–0 | –   | 4–1 | 0–1 |
| Gimnasia y Esgrima | 0–0 | 1–1 | –   | 5–1 |
| Alianza Lima       | 2–3 | 1–1 | 1–1 | –   |

### Grupo 5
| Equipe  | Pts | J | V | E | D | GP | GC | SG |
| ------- | --- | - | - | - | - | -- | -- | -- |
| Grêmio  | 10  | 6 | 3 | 1 | 2 | 10 | 7  | +3 |
| Pumas   | 9   | 6 | 3 | 0 | 3 | 8  | 8  | 0  |
| Bolívar | 9   | 6 | 3 | 0 | 3 | 8  | 9  | -1 |
| Peñarol | 7   | 6 | 2 | 1 | 3 | 12 | 14 | -2 |

|         | GRE | PUM | BOL | PEN |
| ------- | --- | --- | --- | --- |
| Grêmio  | –   | 3–2 | 1–0 | 4–1 |
| Pumas   | 1–0 | –   | 2–0 | 3–1 |
| Bolívar | 1–0 | 2–0 | –   | 5–2 |
| Peñarol | 2–2 | 2–0 | 4–0 | –   |

### Grupo 6
| Equipe            | Pts | J | V | E | D | GP | GC | SG |
| ----------------- | --- | - | - | - | - | -- | -- | -- |
| Racing            | 14  | 6 | 4 | 2 | 0 | 11 | 4  | +7 |
| Nacional          | 10  | 6 | 3 | 1 | 2 | 12 | 10 | +2 |
| Universitario     | 7   | 6 | 1 | 4 | 1 | 8  | 8  | 0  |
| Oriente Petrolero | 1   | 6 | 0 | 1 | 5 | 4  | 13 | -9 |

|                   | RAC | CNF | UNI | OPE |
| ----------------- | --- | --- | --- | --- |
| Racing            | –   | 4–1 | 1–1 | 2–0 |
| Nacional          | 1–2 | –   | 2–0 | 3–0 |
| Universitario     | 1–1 | 2–2 | –   | 2–0 |
| Oriente Petrolero | 0–1 | 2–3 | 2–2 | –   |

### Grupo 7
| Equipe                 | Pts | J | V | E | D | GP | GC | SG |
| ---------------------- | --- | - | - | - | - | -- | -- | -- |
| Independiente Medellín | 12  | 6 | 4 | 0 | 2 | 9  | 6  | +3 |
| Boca Juniors           | 11  | 6 | 3 | 2 | 1 | 10 | 7  | +3 |
| Barcelona de Guayaquil | 5   | 6 | 1 | 2 | 3 | 8  | 10 | -2 |
| Colo-Colo              | 5   | 6 | 1 | 2 | 3 | 6  | 10 | -4 |

|                        | DIM | BOC | BAR | COL |
| ---------------------- | --- | --- | --- | --- |
| Independiente Medellín | –   | 1–0 | 1–0 | 2–0 |
| Boca Juniors           | 2–0 | –   | 2–1 | 2–2 |
| Barcelona de Guayaquil | 2–4 | 2–2 | –   | 2–0 |
| Colo-Colo              | 2–1 | 1–2 | 1–1 | –   |

### Grupo 8
| Equipe        | Pts | J | V | E | D | GP | GC | SG |
| ------------- | --- | - | - | - | - | -- | -- | -- |
| Corinthians   | 15  | 6 | 5 | 0 | 1 | 15 | 6  | +9 |
| Cruz Azul     | 9   | 6 | 3 | 0 | 3 | 12 | 11 | +1 |
| Fénix         | 6   | 6 | 2 | 0 | 4 | 10 | 14 | -4 |
| The Strongest | 6   | 6 | 2 | 0 | 4 | 6  | 12 | -6 |

|               | COR | CAZ | FEN | STR |
| ------------- | --- | --- | --- | --- |
| Corinthians   | –   | 1–0 | 6–1 | 4–1 |
| Cruz Azul     | 3–0 | –   | 4–0 | 3–2 |
| Fénix         | 1–2 | 6–1 | –   | 2–0 |
| The Strongest | 0–2 | 2–1 | 1–0 | –   |

## Classificação para a fase final
| Pos. | Primeiros dos grupos   | Pts | J | V | E | D | GP | GC | SG  | Ap  |
| ---- | ---------------------- | --- | - | - | - | - | -- | -- | --- | --- |
| 1    | Corinthians            | 15  | 6 | 5 | 0 | 1 | 15 | 6  | +9  | 83% |
| 2    | Santos                 | 14  | 6 | 4 | 2 | 0 | 16 | 4  | +12 | 78% |
| 3    | Paysandu               | 14  | 6 | 4 | 2 | 0 | 14 | 5  | +9  | 78% |
| 4    | Racing                 | 14  | 6 | 4 | 2 | 0 | 11 | 4  | +7  | 78% |
| 5    | Deportivo Cali         | 12  | 6 | 4 | 0 | 2 | 9  | 3  | +6  | 67% |
| 6    | Independiente Medellín | 12  | 6 | 4 | 0 | 2 | 9  | 6  | +3  | 67% |
| 7    | Grêmio                 | 10  | 6 | 3 | 1 | 2 | 10 | 7  | +3  | 56% |
| 8    | Cobreloa               | 9   | 6 | 2 | 3 | 1 | 9  | 5  | +4  | 50% |

| Pos. | Segundos dos grupos | Pts | J | V | E | D | GP | GC | SG | Ap  |
| ---- | ------------------- | --- | - | - | - | - | -- | -- | -- | --- |
| 9    | River Plate         | 12  | 6 | 4 | 0 | 2 | 10 | 7  | +3 | 67% |
| 10   | Boca Juniors        | 11  | 6 | 3 | 2 | 1 | 10 | 7  | +3 | 61% |
| 11   | Nacional            | 10  | 6 | 3 | 1 | 2 | 12 | 10 | +2 | 55% |
| 12   | América de Cali     | 10  | 6 | 3 | 1 | 2 | 11 | 11 | 0  | 55% |
| 13   | Olimpia             | 9   | 6 | 2 | 3 | 1 | 9  | 6  | +3 | 50% |
| 14   | Cruz Azul           | 9   | 6 | 3 | 0 | 3 | 12 | 11 | +1 | 50% |
| 15   | Pumas               | 9   | 6 | 3 | 0 | 3 | 8  | 8  | 0  | 50% |
| 16   | Cerro Porteño       | 8   | 6 | 2 | 2 | 2 | 8  | 11 | -3 | 44% |

## Fase final
|  | Oitavas de final             | Oitavas de final         | Oitavas de final         | Oitavas de final         |   |             | Quartas de final | Quartas de final | Quartas de final | Quartas de final |  |              | Semifinais      | Semifinais      | Semifinais      | Semifinais      |              |   | Final                    | Final                    | Final                    | Final                    |
|  | 22 de abril a 15 de maio     | 22 de abril a 15 de maio | 22 de abril a 15 de maio | 22 de abril a 15 de maio |   |             | 20 a 29 de maio  | 20 a 29 de maio  | 20 a 29 de maio  | 20 a 29 de maio  |  |              | 4 a 19 de junho | 4 a 19 de junho | 4 a 19 de junho | 4 a 19 de junho |              |   | 25 de junho e 2 de julho | 25 de junho e 2 de julho | 25 de junho e 2 de julho | 25 de junho e 2 de julho |
|  |                              |                          |                          |                          |   |             |                  |                  |                  |                  |  |              |                 |                 |                 |                 |              |   |                          |                          |                          |                          |
|  | Pumas                        | 0                        | 0                        | 0                        |   |             |                  |                  |                  |                  |  |              |                 |                 |                 |                 |              |   |                          |                          |                          |                          |
|  | Cobreloa                     | 1                        | 0                        | 1                        |   |             |                  |                  |                  |                  |  |              |                 |                 |                 |                 |              |   |                          |                          |                          |                          |
|  | Cobreloa                     | 1                        | 0                        | 1                        |   | Cobreloa    | 1                | 1                | 2                |                  |  |              |                 |                 |                 |                 |              |   |                          |                          |                          |                          |
|  |                              |                          |                          |                          |   | Cobreloa    | 1                | 1                | 2                |                  |  |              |                 |                 |                 |                 |              |   |                          |                          |                          |                          |
|  |                              | Boca Juniors             | 2                        | 2                        | 4 |             |                  |                  |                  |                  |  |              |                 |                 |                 |                 |              |   |                          |                          |                          |                          |
|  | Boca Juniors                 | Boca Juniors             | 2                        | 2                        | 4 | 0           | 4                | 4                |                  |                  |  |              |                 |                 |                 |                 |              |   |                          |                          |                          |                          |
|  | Boca Juniors                 |                          |                          |                          |   | 0           | 4                | 4                |                  |                  |  |              |                 |                 |                 |                 |              |   |                          |                          |                          |                          |
|  | Paysandu                     | 1                        | 2                        | 3                        |   |             |                  |                  |                  |                  |  |              |                 |                 |                 |                 |              |   |                          |                          |                          |                          |
|  | Paysandu                     | 1                        | 2                        | 3                        |   |             |                  |                  |                  |                  |  | Boca Juniors | 2               | 4               | 6               |                 |              |   |                          |                          |                          |                          |
|  |                              |                          |                          |                          |   |             |                  |                  |                  |                  |  | Boca Juniors | 2               | 4               | 6               |                 |              |   |                          |                          |                          |                          |
|  |                              | América de Cali          | 0                        | 0                        | 0 |             |                  |                  |                  |                  |  |              |                 |                 |                 |                 |              |   |                          |                          |                          |                          |
|  | River Plate                  | América de Cali          | 0                        | 0                        | 0 | 2           | 2                | 4                |                  |                  |  |              |                 |                 |                 |                 |              |   |                          |                          |                          |                          |
|  | River Plate                  |                          |                          |                          |   | 2           | 2                | 4                |                  |                  |  |              |                 |                 |                 |                 |              |   |                          |                          |                          |                          |
|  | Corinthians                  | 1                        | 1                        | 2                        |   |             |                  |                  |                  |                  |  |              |                 |                 |                 |                 |              |   |                          |                          |                          |                          |
|  | Corinthians                  | 1                        | 1                        | 2                        |   | River Plate | 2                | 1                | 3                |                  |  |              |                 |                 |                 |                 |              |   |                          |                          |                          |                          |
|  |                              |                          |                          |                          |   | River Plate | 2                | 1                | 3                |                  |  |              |                 |                 |                 |                 |              |   |                          |                          |                          |                          |
|  |                              | América de Cali          | 1                        | 4                        | 5 |             |                  |                  |                  |                  |  |              |                 |                 |                 |                 |              |   |                          |                          |                          |                          |
|  | América de Cali (pen)        | América de Cali          | 1                        | 4                        | 5 | 1           | 0                | 1 (6)            |                  |                  |  |              |                 |                 |                 |                 |              |   |                          |                          |                          |                          |
|  | América de Cali (pen)        |                          |                          |                          |   | 1           | 0                | 1 (6)            |                  |                  |  |              |                 |                 |                 |                 |              |   |                          |                          |                          |                          |
|  | Racing                       | 1                        | 0                        | 1 (5)                    |   |             |                  |                  |                  |                  |  |              |                 |                 |                 |                 |              |   |                          |                          |                          |                          |
|  | Racing                       | 1                        | 0                        | 1 (5)                    |   |             |                  |                  |                  |                  |  |              |                 |                 |                 |                 | Boca Juniors | 2 | 3                        | 5                        |                          |                          |
|  |                              |                          |                          |                          |   |             |                  |                  |                  |                  |  |              |                 |                 |                 |                 |              | 2 | 3                        | 5                        |                          |                          |
|  |                              | Santos                   | 0                        | 1                        | 1 |             |                  |                  |                  |                  |  |              |                 |                 |                 |                 |              |   |                          |                          |                          |                          |
|  | Cruz Azul (pen)              | Santos                   | 0                        | 1                        | 1 | 0           | 0                | 0 (3)            |                  |                  |  |              |                 |                 |                 |                 |              |   |                          |                          |                          |                          |
|  | Cruz Azul (pen)              |                          |                          |                          |   | 0           | 0                | 0 (3)            |                  |                  |  |              |                 |                 |                 |                 |              |   |                          |                          |                          |                          |
|  | Deportivo Cali               | 0                        | 0                        | 0 (2)                    |   |             |                  |                  |                  |                  |  |              |                 |                 |                 |                 |              |   |                          |                          |                          |                          |
|  | Deportivo Cali               | 0                        | 0                        | 0 (2)                    |   | Cruz Azul   | 2                | 0                | 2                |                  |  |              |                 |                 |                 |                 |              |   |                          |                          |                          |                          |
|  |                              |                          |                          |                          |   | Cruz Azul   | 2                | 0                | 2                |                  |  |              |                 |                 |                 |                 |              |   |                          |                          |                          |                          |
|  |                              | Santos                   | 2                        | 1                        | 3 |             |                  |                  |                  |                  |  |              |                 |                 |                 |                 |              |   |                          |                          |                          |                          |
|  | Nacional                     | Santos                   | 2                        | 1                        | 3 | 4           | 2                | 6 (1)            |                  |                  |  |              |                 |                 |                 |                 |              |   |                          |                          |                          |                          |
|  | Nacional                     |                          |                          |                          |   | 4           | 2                | 6 (1)            |                  |                  |  |              |                 |                 |                 |                 |              |   |                          |                          |                          |                          |
|  | Santos (pen)                 | 4                        | 2                        | 6 (3)                    |   |             |                  |                  |                  |                  |  |              |                 |                 |                 |                 |              |   |                          |                          |                          |                          |
|  | Santos (pen)                 | 4                        | 2                        | 6 (3)                    |   |             |                  |                  |                  |                  |  | Santos       | 1               | 3               | 4               |                 |              |   |                          |                          |                          |                          |
|  |                              |                          |                          |                          |   |             |                  |                  |                  |                  |  | Santos       | 1               | 3               | 4               |                 |              |   |                          |                          |                          |                          |
|  |                              | Independiente Medellín   | 0                        | 2                        | 2 |             |                  |                  |                  |                  |  |              |                 |                 |                 |                 |              |   |                          |                          |                          |                          |
|  | Olimpia                      | Independiente Medellín   | 0                        | 2                        | 2 | 2           | 0                | 2                |                  |                  |  |              |                 |                 |                 |                 |              |   |                          |                          |                          |                          |
|  | Olimpia                      |                          |                          |                          |   | 2           | 0                | 2                |                  |                  |  |              |                 |                 |                 |                 |              |   |                          |                          |                          |                          |
|  | Grêmio                       | 3                        | 3                        | 6                        |   |             |                  |                  |                  |                  |  |              |                 |                 |                 |                 |              |   |                          |                          |                          |                          |
|  | Grêmio                       | 3                        | 3                        | 6                        |   | Grêmio      | 2                | 1                | 3                |                  |  |              |                 |                 |                 |                 |              |   |                          |                          |                          |                          |
|  |                              |                          |                          |                          |   | Grêmio      | 2                | 1                | 3                |                  |  |              |                 |                 |                 |                 |              |   |                          |                          |                          |                          |
|  |                              | Independiente Medellín   | 2                        | 2                        | 4 |             |                  |                  |                  |                  |  |              |                 |                 |                 |                 |              |   |                          |                          |                          |                          |
|  | Cerro Porteño                | Independiente Medellín   | 2                        | 2                        | 4 | 0           | 1                | 1 (2)            |                  |                  |  |              |                 |                 |                 |                 |              |   |                          |                          |                          |                          |
|  | Cerro Porteño                |                          |                          |                          |   | 0           | 1                | 1 (2)            |                  |                  |  |              |                 |                 |                 |                 |              |   |                          |                          |                          |                          |
|  | Independiente Medellín (pen) | 1                        | 0                        | 1 (4)                    |   |             |                  |                  |                  |                  |  |              |                 |                 |                 |                 |              |   |                          |                          |                          |                          |

### Finais
Jogo de ida
| 25 de junho   | Boca Juniors             | 2 – 0 | Santos | Estádio La Bombonera, Buenos Aires |
| 21:45 (UTC-3) | Marcelo Delgado 32', 83' |       |        | Árbitro: COL Óscar Ruiz            |

Escalação:

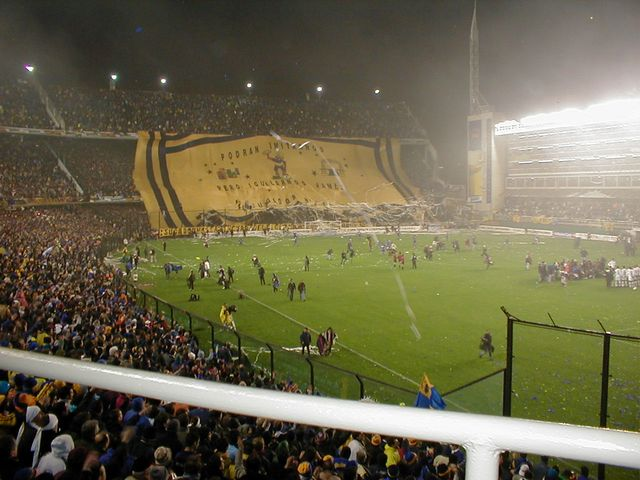
Estádio La Bombonera minutos antes da primeira partida da final.

Boca Juniors: Abbondanzieri; Ibarra, Schiavi, Burdisso e Rodriguez; Battaglia, Cascini, Cagna (Pinto); Delgado, Schelotto (Villareal) e Tévez - Técnico: Carlos Bianchi
Santos: Fábio Costa; Reginaldo Araújo, Pereira (André Luís), Alex e Léo; Paulo Almeida, Renato, Fabiano (Nenê) e Diego; Robinho e Ricardo Oliveira - Técnico: Emerson Leão

Jogo de volta
| 2 de julho    | Santos   | 1 – 3  | Boca Juniors                                          | Estádio do Morumbi, São Paulo                                       |
| 21:40 (UTC-3) | Alex 75' | report | Tévez 21' · Marcelo Delgado 85' · Schiavi 90+5' (pen) | Público: 74,395 Renda: R$ 1.221.687,00 Árbitro: URU Jorge Larrionda |

Escalação:
Santos: Fábio Costa; Wellington (Nenê), Alex, André Luís e Léo; Paulo Almeida, Renato, Fabiano e Diego; Robinho e Ricardo Oliveira (Douglas) - Técnico: Emerson Leão
Boca Juniors: Abbondanzieri; Ibarra, Schiavi, Burdisso e Rodriguez; Battaglia, Cascini, Cagna (Caneo) e Villareal (Jerez); Delgado e Tévez (Cangele) - Técnico: Carlos Bianchi

## Premiação
| Copa Libertadores da América de 2003 |
| Argentina                            |
| ------------------------------------ |
| BOCA JUNIORS Campeão (5º título)     |

## Ligações Externas
- Site oficial da CONMEBOL[ligação inativa] (em inglês e em espanhol)